# Duncan Campbell
Duncan Campbell (3 april 1958, Birmingham) is een Brits muzikant; hij was van 2008 tot 2021 de leadzanger van reggaeband UB40.

## Biografie

### Voor UB40
Campbell, zoon van de Schotse folkzanger Ian Campbell (1933-2012), groeide op in het multiculturele Birmingham met drie broers; David (1952), Robin (1954) en Ali. De drie broers zongen al op jonge leeftijd samen en traden op met hun vader. Alleen David heeft nooit deel uitgemaakt van UB40 dat in 1978 werd opgericht; ook Duncan bedankte destijds voor het aanbod om hun leadzanger te worden omdat hij dacht dat de band het niet ver zou schoppen. Campbell kreeg ongelijk, en terwijl UB40 in de daaropvolgende jaren wereldwijde successen boekte was hij werkzaam als bedrijfsleider van een casino op Barbados, eigenaar van een vis en friettent in Perth en als acteur.
Ondertussen bleef de muziek lonken; Duncan, professioneel lepelspeler, tekende bij het platenlabel van Ali en werkte op Jamaica aan een reggae-album dat nooit werd uitgebracht.

### Met UB40
Op 24 januari 2008 kondigde Ali Campbell zijn vertrek aan vanwege een conflict met het management; drie maanden later, op 30 april, werd Duncan Campbell voorgesteld als zijn opvolger. Hij maakte zijn debuut op het album Labour of Love IV dat in 2010 uitkwam. Ali, die sinds zijn vertrek al het contact heeft verbroken, zei bij de oprichting van zijn eigen UB40 in 2014: "Vijf jaar lang heb ik lijdzaam moeten toezien hoe m'n broer Duncan mijn songs om zeep helpt."
In augustus 2020 werd Duncan Campbell getroffen door een beroerte. Volledig herstel bleef uit en hij maakte in juni 2021 bekend te stoppen.